# Vojaški orkester Ljubljana
Vojaški orkester Ljubljana (srbohrvaško Vojni orkestar Ljubljana) je bil glasbena enota JLA s sedežem v Ljubljani.
Njegov ustanovitelj in prvi dirigent je bil Bojan Adamič.
Orkester je deloval med letoma 1945 in 1991.

## O orkestru
Ustanovljen je bil leta 1945 takoj po osvoboditvi Ljubljane.
Nastal je z združitvijo Godbe Glavnega štaba NOV in POS, ki jo je že pred koncem druge svetovne vojne na osvobojenem ozemlju v Beli krajini organiziral in vodil mojster Bojan Adamič, in orkestra komande mesta Ljubljane, ki sta ga sestavila Stanko Krmelj in Ivan Gruden iz članov orkestra Svoboda.
V različnih virih in različnih obdobjih je bil orkester poimenovan tudi kot Vojaški orkester ljubljanske garnizije (srbohrvaško Vojni orkestar garnizona Ljubljana ali kar Muzika garnizona Ljubljana), Vojaški orkester ljubljanskega armadnega območja, Vojaški orkester ljubljanskega armijskega območja, Veliki pihalni orkester JLA, Veliki pihalni orkester ljubljanskega armadnega področja, Veliki pihalni orkester LJAO ali Orkester Jugoslovanske armade (angleško Yugoslavian Armed Forces Band).
Štel je okrog 60 članov, poleg pihalnega pa je imel tudi godalni in plesni sestav.
Zadnji večji nastop orkestra je bil slavnostni koncert ob 45-letnici, 19. junija 1989 v Cankarjevem domu v Ljubljani. Orkester je deloval do leta 1991.
Člani orkestra so sodelovali tudi v drugih profesionalnih in ljubiteljskih godbah po Sloveniji.
V okviru JLA je bilo veliko glasbenih ansamblov, skoraj vsaka vojašnica je imela svojega.
Igrali so glasbo različnih žanrov in provenienc.
Podobni vojaški pihalni orkestri, kot je bil ljubljanski, so delovali tudi v drugih večjih središčih Jugoslavije: kot na primer v Beogradu, Nišu, Sarajevu, Skopju, Splitu in Zagrebu.
Poleg številnih nastopov in snemanj so se udeleževali tudi tekmovanj orkestrov JLA, na katerih je Vojaški orkester Ljubljana (do leta 1972) petkrat zmagal in osvojil naziv najboljšega orkestra v JLA.
Nekaj posnetkov orkestra danes hranijo v glasbenem arhivu RTV Slovenija.

## Dirigenti orkestra
- Bojan Adamič (1945– )
- Drago Lorbek (1945)[14]
- Karlo Heger[15]
- Krompa
- Stanislav Pišler[16]
- Stjepan Dlesk
- Jože Brun (1953– )
- Pavle Brzulja (1959–1979)
- Ivan Knific
- Ladislav Leško (1979–1986)
- Stjepan Kveštak
- Robert Ivanović (1989)

Bojan Adamič je leta 1986 prejel priznanje glasbenega oddelka jugoslovanskega ministrstva za obrambo (srbohrvaško SSNO Beograd) za dolgoletno sodelovanje z orkestrom pri širjenju glasbene kulture v JLA.

## Glasbeni arhiv
Glasbeni materiali orkestra so nosili žig z oznako Biblioteka muzike garnizona Ljubljana.
Veliko je bilo rokopisnih, nekatere pa je orkester dobil od starejših godb, ki so še pred njim delovale na področju današnje Slovenije, saj nosijo tudi druge, starejše oznake: recimo Godba 1. planinskega pehotnega polka (srbohrvaško Muzika 1. planinskog pešadijskog puka), ki je imel sedež v Škofji Loki in Arhiv godbe 51. pehotnega polka (srbohrvaško Arhiva muzike 51. pešad. puka).
Nekaj skladb je založil sekretariat za obrambo (takratno jugoslovansko ministrstvo za obrambo) v Beogradu.
Po osamosvojitvi Slovenije se je večina notnega gradiva orkestra izgubila, menda je bil arhiv odpeljan v Zagreb.
Posamezne primerke skladb danes hranijo nekatere druge godbe v svojih arhivih, nekaj naslovov domačih avtorjev pa je izšlo tudi v tiskani obliki.
| Signatura, Inventarna knjiga | Avtor                    | Besedilo                       | Priredba        | Naslov                                                                                 | Podnaslov                                                               | Leto               | Opis                                 | Oznaka        | Lokacija                       | Vir                                    | Posnetek               | Tiskana izdaja                         |
| ---------------------------- | ------------------------ | ------------------------------ | --------------- | -------------------------------------------------------------------------------------- | ----------------------------------------------------------------------- | ------------------ | ------------------------------------ | ------------- | ------------------------------ | -------------------------------------- | ---------------------- | -------------------------------------- |
| 1-41 5-41                    | Mozart, Wolfgang Amadeus |                                |                 | Titus                                                                                  | Uvertura k operi / Ouvertura k opeře / Ouverture zur Oper               |                    |                                      | Oznaka 1-41   |                                | Fragment uverture Titus                |                        | Emil Štolc, 1929                       |
| 1-52 6-52                    | Parma, Viktor            |                                | Dlesk, Stjepan  | Rokovnjači                                                                             | Uvertura / Uvertira                                                     |                    | Za duvački orkestar                  |               |                                | Fragment uverture Rokovnjači           |                        | 1956                                   |
| 1-63 7-63                    | Suppé, Franz von         |                                | Štolc, Emil     | Pikova dama / Piková dáma / Pique Dame                                                 | Uvertura / Ouvertura / Ouverture                                        |                    |                                      | Oznaka 1-63   |                                | Fragment uverture Pikova dama          |                        | Emil Štolc, 1936                       |
| 1-83 9-83                    | Učakar, Gvido            |                                |                 | Konjuh planino                                                                         | Uvertura / Uvertira                                                     |                    |                                      | Oznaka 1-83   |                                | Fragment uverture Konjuh planino       |                        | Državni sekretariat za narodnu odbranu |
| 3-44 17-168                  | Kuletin, Josip           |                                |                 | Veseli mornari (Venček dalmatinskih pesmi)                                             | Uvertura                                                                |                    |                                      | Oznaka 3-44   |                                | Fragment uverture Veseli mornari       |                        |                                        |
| 3-54 18-178                  | Marković, Vilim          |                                |                 | Teškoto (Venček številka 2)                                                            | Splet narodnih pjesama i plesova, Broj 2 (Srbija - Kosmet - Makedonija) |                    |                                      | Oznaka 3-54   |                                | Naslovnica skladbe Teškoto             | Naš bataljon (1972)    | 1957                                   |
| 3-86 21-210                  | Učakar, Gvido            |                                |                 | Po gorah in dolinah                                                                    |                                                                         |                    |                                      | Oznaka 3-86   |                                | Fragment skladbe Po gorah in dolinah   |                        |                                        |
| 5-27 32-319                  | Strauss, Johann ml.      |                                | Štolc, Emil     | Vrtnice z juga / Rûže z jihu / Roses du Sud / Rosen aus dem Süden / Roses in the South | Valček / Valčík / Valse / Walzer / Waltz                                |                    |                                      | Oznaka 5-27   |                                | Fragment valčka Rože z juga            |                        | Emil Štolc, 1932                       |
| 5-36 33-328                  | Urban, Jovan             |                                |                 | Emilija                                                                                |                                                                         |                    |                                      | Oznaka 5-36   |                                | Fragment skladbe Emilija               |                        |                                        |
| 6-36 37-369                  | Sousa, John Philip       |                                | Morena, Camillo | Pod zvezdnato zastavo / Unter dem Sternenbanner / The Stars and Stripes Forever        | Amerikanischer Marsch                                                   |                    | Für deutsche Milit. Mus. einger.     | Oznaka 6-36   |                                | Fragment skladbe Pod zvezdnato zastavo |                        | Anton J. Benjamin                      |
| 11-12 44-433                 | Hercigonja, Nikola       | Alečković, Mira; Klopčič, Mile |                 | Jugoslavija / Jugoslavijo                                                              |                                                                         |                    | Za pihalni orkester in zbor          | Oznaka 11-12  |                                | Fragment skladbe Jugoslavija           | Na svoji zemlji (1981) |                                        |
| 13-89 54-533                 | Schäffer, Heinrich       |                                |                 | Die Post im Walde                                                                      | Fantasiestück                                                           |                    | Za pihalni orkester in trobento solo | Oznaka 13-89  |                                | Fragment skladbe Die Post im Walde     |                        | Louis Oertel                           |
| 13-148                       | Massenet, Jules          |                                | Leško, Ladislav | Thaïs                                                                                  | Meditacija iz opere                                                     |                    | Za pihalni orkester in klarinet solo | Oznaka 13-148 |                                | Fragment skladbe Thaïs                 |                        |                                        |
| 13-218                       | Adamič, Bojan            |                                |                 | Fičfirič                                                                               | Polka                                                                   |                    | Za pihalni orkester in pikolo solo   | Oznaka 13-218 |                                | Fragment polke Fičfirič                | Naš bataljon (1972)    | Hartman, 1999 (COBISS)                 |
| 13-301                       | Adamič, Bojan            | Pavček, Tone                   |                 | Iz mojega dnevnika                                                                     | Prej... Vmes... Potem... (Spomin na osvoboditev)                        | 1960 / 1985 / 1989 | Za pihalni orkester in moški zbor    | Oznaka 13-301 | NUK (COBISS) (COBISS) (COBISS) | Razstava "Metla za mojstra"            |                        | Hartman, 2011 (COBISS)                 |
| 13-303                       | Adamič, Bojan            |                                |                 | Polka                                                                                  |                                                                         | 1944               | Partitura                            |               | NUK (COBISS)                   |                                        |                        |                                        |
| ?                            | Adamič, Bojan            |                                |                 | Cik-cak                                                                                | Fast Polka                                                              |                    | Za pihalni orkester in ksilofon solo | Oznaka BMGL   |                                | Fragment skladbe Cik-cak               | Naš bataljon (1972)    | Hartman, 1992 (COBISS)                 |
| ?                            | Adamič, Bojan            |                                |                 | Tri novelete                                                                           |                                                                         | 1960               | Partitura                            |               | NUK (COBISS)                   |                                        |                        | Hartman, 2011 (COBISS)                 |
| ?                            | Gajić, Budimir           |                                |                 | Vataša                                                                                 |                                                                         |                    | Za pihalni orkester in sopran solo   | Oznaka BMGL   |                                | Fragment skladbe Vataša                |                        | 1975                                   |
| ?                            | Simoniti, Rado           |                                | Putarek, August | Komandant Sava                                                                         |                                                                         |                    | Za pihalni orkester in zbor          | Oznaka BMGL   |                                | Fragment skladbe Komandant Sava        |                        |                                        |

## Diskografija
- Albumi Vojaškega orkestra Ljubljana
- Naš bataljon (1972)
- Titov naprijed (1979 in 1980)
- Na svoji zemlji (1981)
- Klic iz gora (1985)
- Slovenian Wind Orchestra Music (2006)

- Vojni orkestar Ljubljana – Naš bataljon, dirigent Pavle Brzulja (COBISS) (plošča, RTV Beograd, 1972)
- Vojni orkestar Ljubljana – Titov naprijed, dirigenti Pavle Brzulja, Ladislav Leško in Bojan Adamič (COBISS) (COBISS) (plošča in kaseta, RTV Ljubljana, 1979, 1980)
- Moški pevski zbor lesarjev Slovenije, Vojaški orkester ljubljanske garnizije – Na svoji zemlji, dirigent Ladislav Leško (COBISS) (COBISS) (plošča in kaseta, RTV Ljubljana, 1981)
- Vojaški orkester Ljubljana, Moški zbor Lesarji Slovenije – Klic iz gora, dirigenta Ladislav Leško in Stjepan Kveštak (COBISS) (kaseta, RTV Ljubljana, 1985)
- The Band of the Drava Divisional Authority, Slovenian Armed Forces Band, Yugoslavian Armed Forces Band, Wind Orchestra of Ravne Steelworkers, The Police Orchestra, Wind Orchestra of Velenje Miners, Vevče Paperworks Brass Orchestra, Wind Orchestra of Ljubljana Music Academy, Wind Orchestra Koper, Wind Orchestra Logatec, Krka Wind Orchestra, Trbovlje Workers' Band – Slovenian Wind Orchestra Music: Works of Slovene composers, performed by Slovenian Wind Orchestras, dirigenti Josip Čerin, Andreja Šolar, Jože Brun, Lojze Lipovnik, Vinko Štrucl, Ivan Marin, Marjan Stropnik, Milivoj Šurbek, Darij Pobega, Marjan Grdadolnik, Miro Saje in Alojz Zupan (COBISS) (CD, JSKD, 2006)